# ماثيو تاكر
ماثيو تاكر (بالإنجليزية: Matthew Tucker)‏ هو لاعب كرة قدم أمريكية أمريكي، ولد في 24 مايو 1991 في تايلر في الولايات المتحدة.

## وصلات خارجية
- ماثيو تاكر على موقع مرجع كرة القدم المحترفة.كوم (الإنجليزية)